# Industry Baby
Industry Baby is een nummer van de Amerikaanse rappers Lil Nas X en Jack Harlow uit 2021. Het is de derde single van Montero, het debuutalbum van Lil Nas X.
In "Industry Baby" verwijst Lil Nas X naar een aantal dingen uit zijn persoonlijke leven, zoals het winnen van Grammy's, aangeklaagd worden, een album maken, en zijn homoseksualiteit. Het nummer werd wereldwijd een grote hit, met een nummer 1-positie in onder andere de Amerikaanse Billboard Hot 100. In de Nederlandse Top 40 kwam het tot bescheiden 27e positie, terwijl in de Vlaamse Ultratop 50 de 19e positie werd gehaald.